# Tornade du 19 août 1890 à Saint-Claude
 (août 2019).
Si vous disposez d'ouvrages ou d'articles de référence ou si vous connaissez des sites web de qualité traitant du thème abordé ici, merci de compléter l'article en donnant les références utiles à sa vérifiabilité et en les liant à la section « Notes et références ».
Le 19 août 1890, une très violente tornade partie d'Oyonnax, a tout détruit sur son trajet jusqu'à Saint-Claude, dans le Jura. Il s'agit du plus grand trajet enregistré par une tornade en France, sur une distance d'environ 58,5 km.

## Description du phénomène à Oyonnax
Dans les descriptions données par les témoins, de gros nuages noirs s'abattent sur la ville d'Oyonnax, vers 19h. Après d'énormes gouttes de pluie, la tornade se déclenche avec son puissant ronflement. Les arbres sont courbés, d'énormes branches sont brisées, les volets, tuiles, tôles arrachés dans les airs. Des cheminées sont renversées, mais au bout d'une minute, la tornade est passée, et le ciel redevient serein.
On découvre progressivement la trouée créée par la tornade sur les pentes des forêts de Nierme et de Géovreisset, où les sapins sont cassés, décapités et dépouillés de leurs branches.

## Trajet de la tornade
La naissance du phénomène semble avoir eu lieu au sud-ouest de Bellignat, au Moulin Gruet. La tornade a ensuite prit un vecteur nord-est, avec une vitesse estimée d'1 km/min, ou 60 km/h.
Il quitte Oyonnax à 19h15, s'abat sur Saint-Claude à 19h40, puis aux Rousses à 19h55, enfin vers la Suisse pendant 8 à 10 minutes, ou la tornade perd de son intensité en élargissant sa base, avant de s'éteindre après le lac de Neuchâtel.

## Destructions
La largeur des zones dévastées sur le parcours de la tornade varient entre 2 et 3 km à Oyonnax, 1 km dans la zone de Viry, 800 m à Saint-Claude, plusieurs kilomètres en Suisse.
L'intensité était maximale sur Saint-Claude, et explique l'importance des destructions sur la ville.
- Viry, toitures arrachées, mobiliers envolés et fermes isolées rasées.
- Larrivoire et Ranchette sinistrées à 100 %
- Cinquétral, fermes écroulées sur le bétail.
- Longchaumois, hameaux rasés.
- Les Arcets, maisons et arbres rasés
- Les Rousses, graves dommages à l'église, au couvent et aux maisons près du lac
- Bois d'Amont, la foudre met le feu aux habitations, toitures démembrées.
- Suisse, vignes arrachées et dévastations diverses,

A Saint-Claude, on relève une vingtaine de maisons complètement détruites, le pont suspendu est tordu et son tablier est emporté, pignons des bâtiments éventrés, balcons emportés, la barrière de fonte du pont arrachée, le mur d'enceinte du tribunal renversé, cloches de la cathédrale emportées, arbres déracinés et cassés, la grue de 25 tonnes de la gare de marchandise est soulevée et renversée, serrures et ferrures arrachées des portes, vitres brisées, plafonds écroulés...
On ne dénombrera pourtant que cinq victimes, mais de nombreux survivants racontent qu'ils ont été emportés dans les airs et jetés sur les murs, les façades, ou au sol.